# Ahmed Barusso
Ahmed Apimah Barusso (ur. 26 grudnia 1984 w Akrze) – ghański piłkarz występujący na pozycji pomocnika. W swojej karierze rozegrał 6 spotkań w Serie A.